# 奥州仕置
奧州仕置，為1590年（天正十八年）7月至8月间，豐臣秀吉在日本出羽、陸奧兩國（今東北地方）进行的领土再分配行动。
豐臣秀吉以總無事令為由，在小田原之戰中消滅北條家時，趁機要求奧羽兩國的大名、豪族前來參陣，憑此重新決定東北地方的領土歸屬。自此以後，豐臣秀吉終於完全統一日本。

## 處置方式

### 改易
多半是因為沒參加小田原之戰或參陣遲到，而被豐臣秀吉沒收領地，包含石川昭光、江刺重恒、葛西晴信、大崎義隆、和賀義忠、稗貫廣忠、黑川晴氏、田村宗顯、白河義親等。

### 減封
1. 伊達政宗：因為參陣遲到及攻打蘆名氏，在摺上原之戰後攻佔的蘆名氏領地全被豐臣秀吉沒收，僅保留繼任家督時的72萬石領地，後來又被追究葛西大崎一揆的責任，轉封岩出山城58萬石。
2. 秋田实季：參加了小田原征伐，但因前一年（1589年）的湊合战而被认为违反总无事令，原领地78500石有约26000石（湊安東舊領）被没收成为藏入地。[註 1]
3. 小野寺義道：雖適時參加小田原征伐，但在戰後檢地時領內爆發仙北一揆，被追究責任，約三分之一的領地遭到沒收，所領為31600石。

### 安堵
多數服從秀吉命令參加小田原之戰的東北大名，其領地都獲得承認，此外也存在原本的叛亂勢力或附屬豪族藉機獲取秀吉首肯獨立為大名的情況，包含最上義光、相馬義胤、津輕為信、南部信直、松前慶廣、戶澤盛安、六鄉政乘、仁賀保舉誠等，其中松前慶廣本是安東家的附屬勢力、六鄉政乘也依附於小野寺家都伺機獲得獨立地位，而南部信直雖控訴津輕為信的叛亂舉動，但豐臣秀吉未做出處罰，依舊承認津輕為信的領地，但在平定九戶政實之亂後補償和賀郡、稗貫郡給南部信直。

### 新封
1. 蒲生氏鄉：得到蘆名氏的舊領會津黒川42萬石，隔年又增加至約92萬石。
2. 木村吉清：以寺池城為居城，得到葛西、大崎舊領約30萬石，但因為葛西大崎一揆的爆發，遭到秀吉處罰，失去所有領地。

## 影響
經由豐臣秀吉的處置後，日本東北勢力重新洗牌，而秀吉也在東北推行檢地，確定諸大名家的石高，強化豐臣政權對東北地區的掌握，但豐臣秀吉強行改易當地大名、豪族的決定和檢地時爆發的領民不滿，也使東北一帶間接連爆發一揆暴動，像是在木村吉清領地內的葛西大崎一揆、小野寺義道領內的仙北一揆及和賀稗貫一揆、出羽庄內的藤島一揆，在南部信直領內更有豪族九戶政實發起的叛亂（九戶政實之亂），迫使豐臣政權在天正十九年（1591年）大規模的調動兵力北上平亂。